# Farvagny
Farvagny (toponimo francese) è stato un comune svizzero del Canton Friburgo, nel distretto della Sarine.

## Storia
Il comune di Farvagny è stato istituito il 1º gennaio 1996 con la fusione dei comuni soppressi di Farvagny-le-Grand, Farvagny-le-Petit, Grenilles e Posat; il 1º gennaio 2016 è stato accorpato agli altri comuni soppressi di Corpataux-Magnedens, Le Glèbe, Rossens e Vuisternens-en-Ogoz per formare il nuovo comune di Gibloux.

## Società

### Evoluzione demografica
L'evoluzione demografica è riportata nella seguente tabella:
Abitanti censiti